# Kerpape
Kerpape (en forme longue centre mutualiste de rééducation et de réadaptation fonctionnelles de Kerpape) est un centre de séjour et de soins pour personnes en situation de handicap, situé à Ploemeur, près de Lorient, dans le Morbihan. Sa gestion est assurée par la Mutualité française Finistère-Morbihan.

## Structure
Il s'étend sur 55 000 m2, emploie 700 personnes, et accueille environ 400 patients, dont trois quarts d'adultes. Il est considéré comme une référence française en matière de rééducation des personnes handicapées. Il expérimente une offre d'hébergement non-médicalisé depuis fin 2017.

## Historique
Un sanatorium est construit sur le site au début du XXe siècle (il ouvre en 1917, les bâtiments en dur étant achevés en 1920), pour faire face aux épidémies de tuberculose. Il accueillit jusqu'à 800 patients en 1925 et 1 300 en 1940. La docteure Marie Houdré y est médecin chef entre 1923 et 1930,.
Les combats et bombardements autour de Lorient durant la Seconde Guerre mondiale entraînent le déménagement du sanatorium vers Lamotte-Beuvron en août 1942, le centre rouvrant toutefois rapidement après la fin de la guerre.
La prévalence de la tuberculose reculant en France, il est décidé, en décembre 1959, de transformer le sanatorium en un nouveau centre de rééducation, dont les travaux commencent en avril 1960. Sont alors construits, pour le centre, une piscine d'eau de mer, un gymnase, des salles de  kinésithérapie, ergothérapie et radiologie, ainsi qu'un pavillon hospitalier et des locaux scolaires pour enfants. Un service d'accompagnement à la sortie et à l'insertion socio-professionnelle, et une auto-école sont inaugurés dans les locaux en 1973.
La Société des médaillés de la Légion d'honneur (SMLH), a remis un prix au centre de Kerpape le 17 mars 2019 pour soutenir son action en matière d'insertion ou de réinsertion des personnes handicapées.

## Dans la culture
Le footballeur Kodjovi Obilalé raconte son séjour à Kerpape dans son autobiographie Kodjovi Obilalé - Un destin foudroyé.
La navigatrice Capucine Trochet évoque son séjour à Kerpape dans son récit de voyage Tara Tari : mes ailes, ma liberté.